# 圣十字堂 (弗罗茨瓦夫)

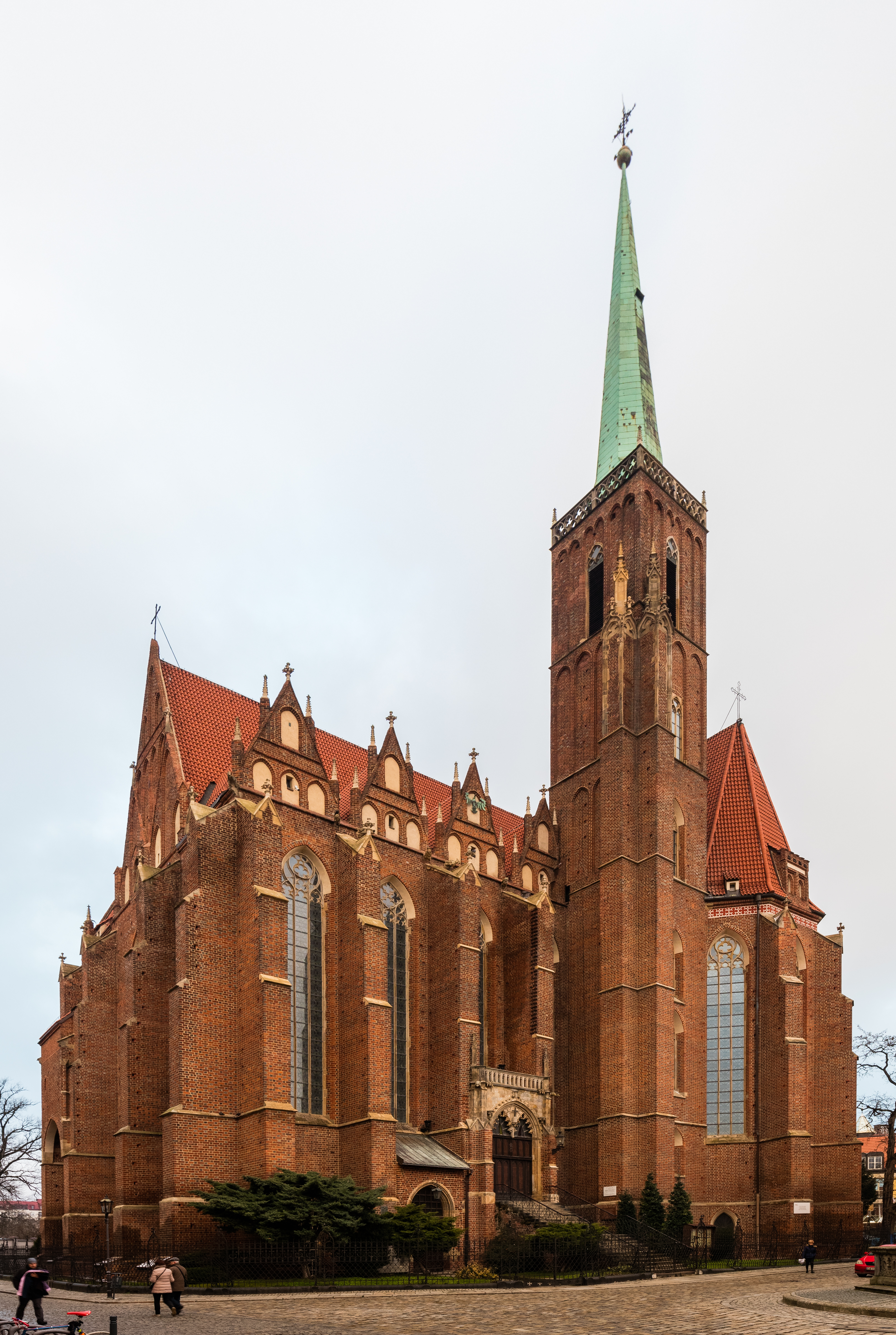
圣十字堂

圣十字堂（波蘭語：Kolegiata Świętego Krzyża i św. Bartłomieja）是波兰弗罗茨瓦夫的一座教堂，两层砖砌哥特式建筑，位于弗罗茨瓦夫座堂岛上。地址为教堂广场（Plac Kościelny）。
上教堂，即圣十字堂，内有主教南克的墓志铭。
下教堂，即圣巴尔多禄茂堂（St. Bartholomew Church），在几年中曾由德国人使用一段时间，后来由乌克兰希腊礼天主教会使用。